# Dotilla myctiroides
Dotilla myctiroides is een krabbensoort uit de familie van de Dotillidae. De wetenschappelijke naam van de soort werd in 1852 voor het eerst geldig gepubliceerd door Henri Milne-Edwards.